# Anna Huk
Anna Maria Huk z domu Bereźnicka (ur. 15 maja 1974 w Jarosławiu) – polska samorządowiec, nauczycielka i działaczka związkowa, od 2019 członek zarządu województwa podkarpackiego VI i VII kadencji.

## Życiorys
Córka Eugeniusza i Leokadii. Absolwentka polonistyki na Uniwersytecie Jagiellońskim, w 2002 uzyskała też licencjat z historii na Uniwersytecie Rzeszowskim. W 2007 ukończyła studia podyplomowe z logopedii na Uniwersytecie Marii Curie-Skłodowskiej. Pracowała w gimnazjum Radymnie jako nauczycielka języka polskiego oraz logopeda, zajmowała się także opieką nad dziećmi w spektrum autyzmu. Wieloletnia działaczka NSZZ „Solidarność” Ziemia Przemyska (przewodnicząca sekcji oświatowej w Radymnie) i Akcji Katolickiej.
W 2010 uzyskała mandat radnej miejskiej Radymna z ramienia lokalnego komitetu. Wstąpiła później do Solidarnej Polski (od 2023 Suwerennej Polski), zostając jej pełnomocniczką w powiecie jarosławskim. W 2014 po raz pierwszy kandydowała z listy Prawa i Sprawiedliwości do sejmiku podkarpackiego, mandat uzyskała w 2015 w miejsce Anny Schmidt. W 2018 i 2024 uzyskiwała reelekcję. 29 listopada 2019 powołana do zarządu województwa podkarpackiego, gdzie zastąpiła Marię Kurowską. 6 maja 2024 znalazła się w zarządzie kolejnej kadencji.
Mężatka, ma czworo dzieci.